# Euston (metrostation)
Euston is een metrostation in Londen dat op 22 juni 1907 werd geopend en wordt bediend door de Victoria Line en de Northeren Line. Het station ligt onder het gelijknamige spoorwegstation.

## Geschiedenis
De eerste metrolijn ter wereld kreeg op 10 januari 1863 een station bij Gower Street ongeveer 300 meter ten westen van het spoorwegstation. Het duurde nog ruim 40 jaar voordat een metrostation onder het spoorwegstation werd gebouwd. In tegenstelling tot de aangrenzende kopstations St Pancras en King's Cross wordt Euston niet bediend door de Circle-, Hammersmith & City- en Metropolitan Line.

## Northern Line

### Voorstellen
De Hampstead, St. Pancras & Charing Cross Railway, de latere West End tak van de Northern Line, kwam in 1891 als eerste met een voorstel voor een metrostation bij het spoorwegstation. De lijn zou lopen tussen Heath Street in Hampstead en Strand met een aftakking onder Drummond Street langs de drie spoorwegstations Euston, St.Pancras en King's Cross. Het parlement nam het voorstel in behandeling en keurde in 1893 de aanleg goed waarbij echter de zijlijn werd ingekort tot Euston. De bedrijfsnaam werd ontdaan van St. Pancras en veranderde in Charing Cross, Euston and Hampstead Railway (CCE&HR). De jaren daarna ging het bedrijf tevergeefs op zoek naar investeerders en in 1899 gaf het parlement toestemming om de route aan te passen. De wijziging betekende dat aan de zuidkant van Camden High Street een verbinding met Euston werd gebouwd en er een doorlopende lijn ontstond zonder zijtak. In 1900 werd het CCE&HR overgenomen door een consortium onder leiding van de Amerikaanse financier Charles Yerkes die de nodige fondsen binnenhaalde.
In hetzelfde jaar werd een voorstel bij het parlement ingediend voor de Islington and Euston Railway (I&ER), de verlenging van de City and South London Railway (C&SLR) van Angel naar Euston. Destijds was de C&SLR bezig met de aanleg van haar lijn tussen Moorgate en Angel. Het voorstel werd in 1901 goedgekeurd, maar door vertragingen in het parlementaire proces moest het het jaar daarop opnieuw worden ingediend. De Metropolitan Railway maakte bezwaar tegen het voorstel uit 1902 omdat dit concurrentie voor haar dienst tussen King's Cross en Moorgate betekende. Het bezwaar werd door het parlement gegrond verklaard waarop C&SLR in november 1902 een derde voorstel indiende dat in 1903 wel werd goedgekeurd.

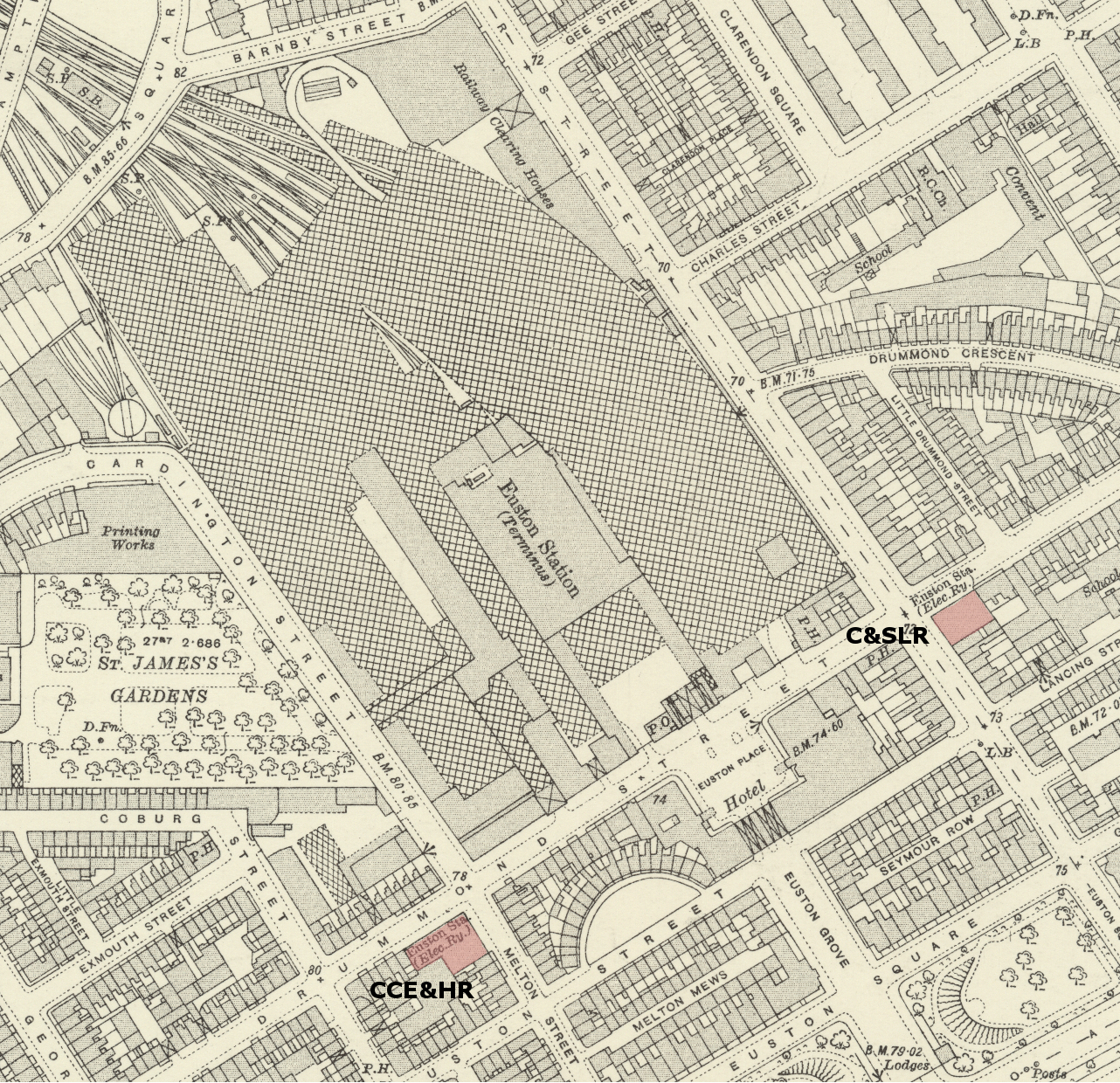
De beide ingangen in 1914
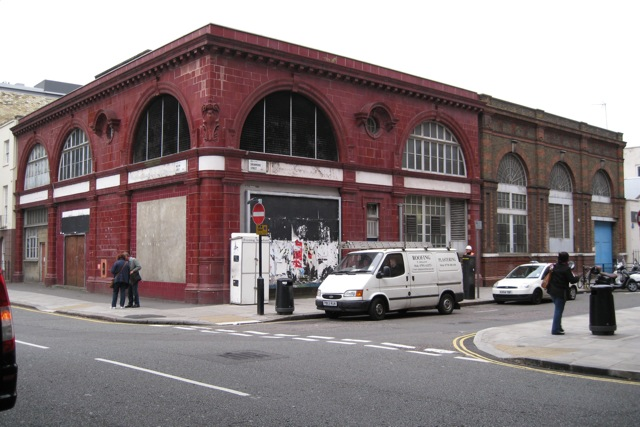
Het station van CCE&HR
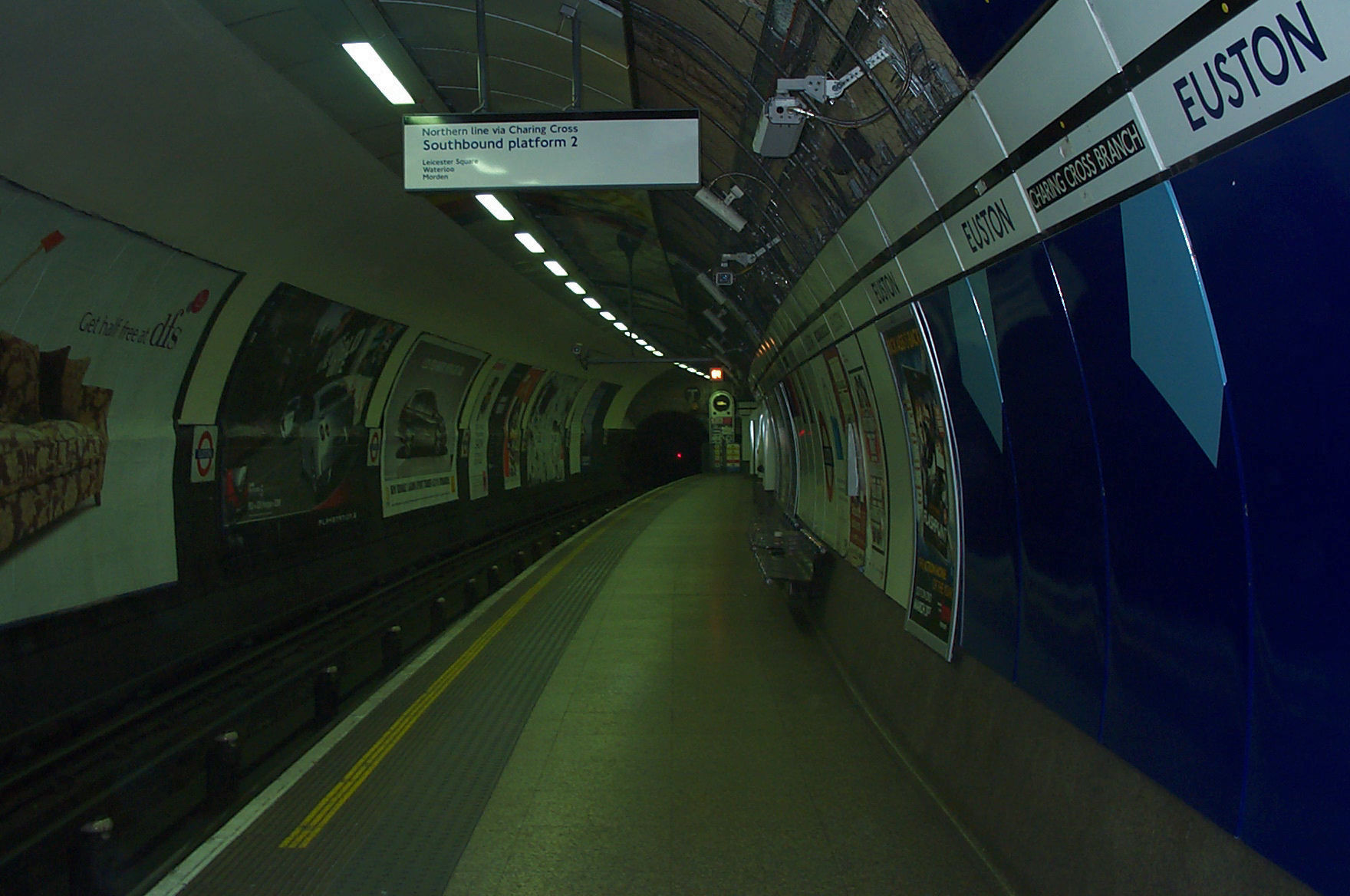
Het CCE&HR spoor en perron richting het zuiden in 2008

### Aanleg
Nadat de financiering rond was werd in september 1903 begonnen met de bouw van de tunnels voor de CCE&HR. In december 1905 waren de tunnels gereed en begon ondergronds de afwerking en bovengronds de bouw van het stationsgebouw. Het gebouw van de CCE&HR werd vlak ten westen van het spoorwegstation gebouwd naar het standaardontwerp van Leslie Green, de huisarchitect van Yerkes. Dit gebouw op de hoek van Drummond Street en Melton Street is door de bloedrode geglazuurde gevelbekleding en de bogen met ramen op de eerste verdieping meteen herkenbaar als werk van Green. De C&SLR werkte vanaf Angel aan haar I&ER en was op 12 mei 1907 klaar met het karwei. Haar station, dat werd opgetrokken aan Eversholt Street ten oosten van het spoorwegstation, werd ontworpen door Sidney Smith. CCE&HR volgde ruim een maand later toen op 22 juni 1907 de lijn, waaronder haar station bij Euston, werd geopend.
Hoewel de C&SLR en CCE&HR verschillende bedrijven waren die elk hun eigen station hadden werden ze ondergronds aan elkaar verbonden met overstaptunnels. Voor overstappers was er ondergronds een loket voor kaartjes van de andere lijn en tevens waren er liften die rechtstreeks met de stationshal van het spoorwegstation waren verbonden. In 1913 werd de C&SLR ook door de Yerkes groep gekocht zodat beide bedrijven in een hand kwamen. Omdat de toegang via de stationshal bevredigend werkte werden de afzonderlijke stationsgebouwen op 30 september 1914 gesloten. Het gebouw van C&SLR werd in 1934 gesloopt om plaats te maken voor Euston House, het kantoor van de London Midland and Scottish Railway. Het CCE&HR gebouw werd hergebruikt als onderstation en moest in 2021 plaats maken voor HS2, de hogesnelheidslijn van London naar het noorden.

### Ombouw
Het grootste deel van de route van de C&SLR was gebouwd met tunnels met een diameter van 3,10 m tot 3,20 m wat kleiner is dan de standaard diameter van 3,51 m die door Yerkes voor de Tubes was vastgelegd. Door de kleinere tunnelafmetingen werd de capaciteit van de treinen van de C&SLR beperkt en in 1912 diende de C&SLR een wetsvoorstel in om het dwarsprofiel te vergroten. Tegelijkertijd kwam de Yerkes groep, die haar lijnen inmiddels had ondergebracht in de London Electric Railway (LER), met een voorstel om de C&SLR vanaf Euston door te trekken naar het CCE&HR-station Camden Town. Deze voorstellen samen zouden het mogelijk maken dat de metro's van beide bedrijven op elkaars lijnen kunnen rijden. De Eerste Wereldoorlog betekende dat de werkzaamheden pas in 1922 begonnen. De C&SLR werd op 8 augustus 1922 gesloten voor de ombouw die op 20 april1924 gereed was. De lus naar Camden Town kon samen met de heropening in gebruik genomen worden waarmee de basis voor de Northern Line was gelegd.

## Londen & North Western Railway
De eigenaar van het spoorwegstation, London and North Western Railway (LNWR), kwam in 1906 met een voorstel om een voorstadslijn, de latere Watford DC Line, langs de West Coast Mainline tot Watford te bouwen. Als eindpunt aan de stadszijde wilde LNWR een eindlus bouwen op 16,92 m diepte onder de perrons van de spoorlijn. Deze lus van 1452 meter lengte zou een perron krijgen vlak bij de perrons van de CCE&HR. Het voorstel werd in november 1906 aan het parlement voorgelegd en op 26 juli 1907 koninklijk goedgekeurd. De LNWR koos uiteindelijk voor bovengrondse kopsporen en trok het plan voor de eindlus in 1911 in.

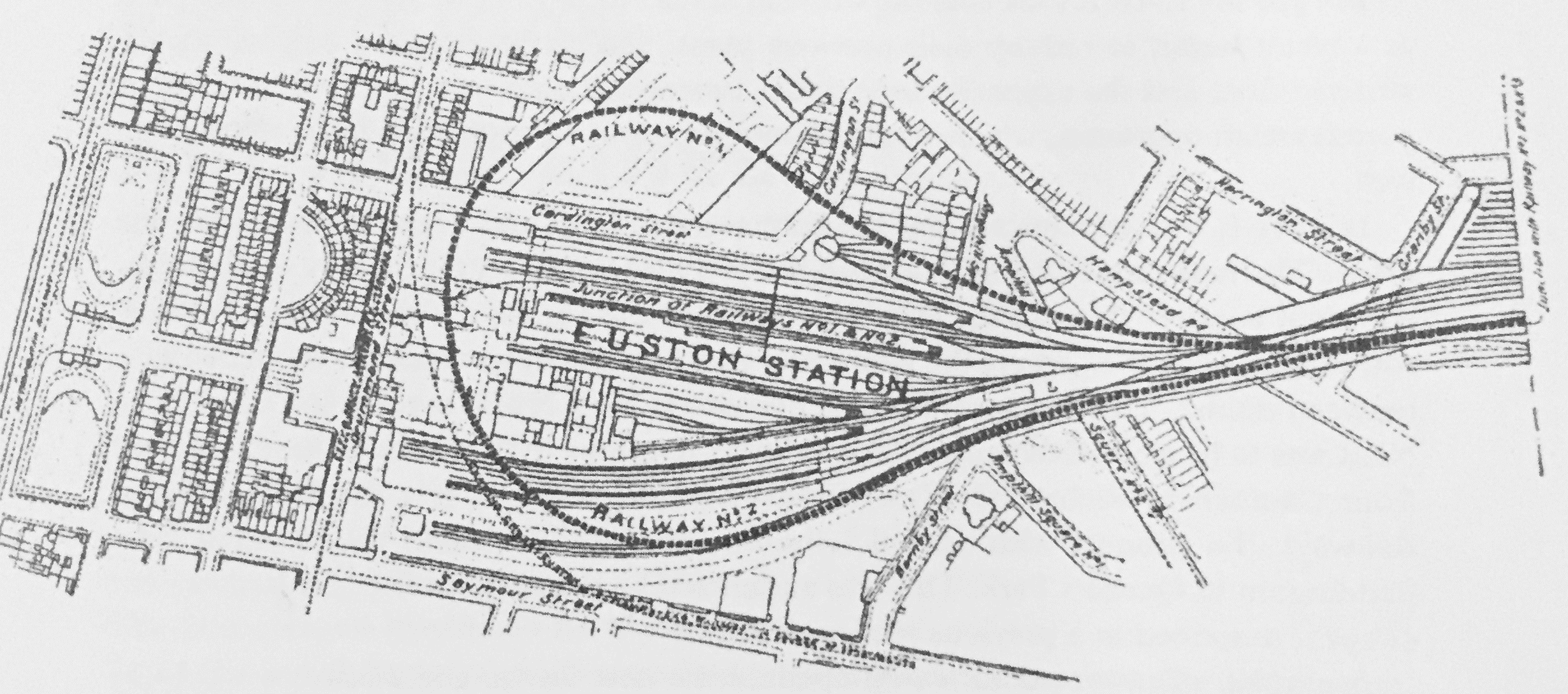
De voorgestelde eindlus onder station
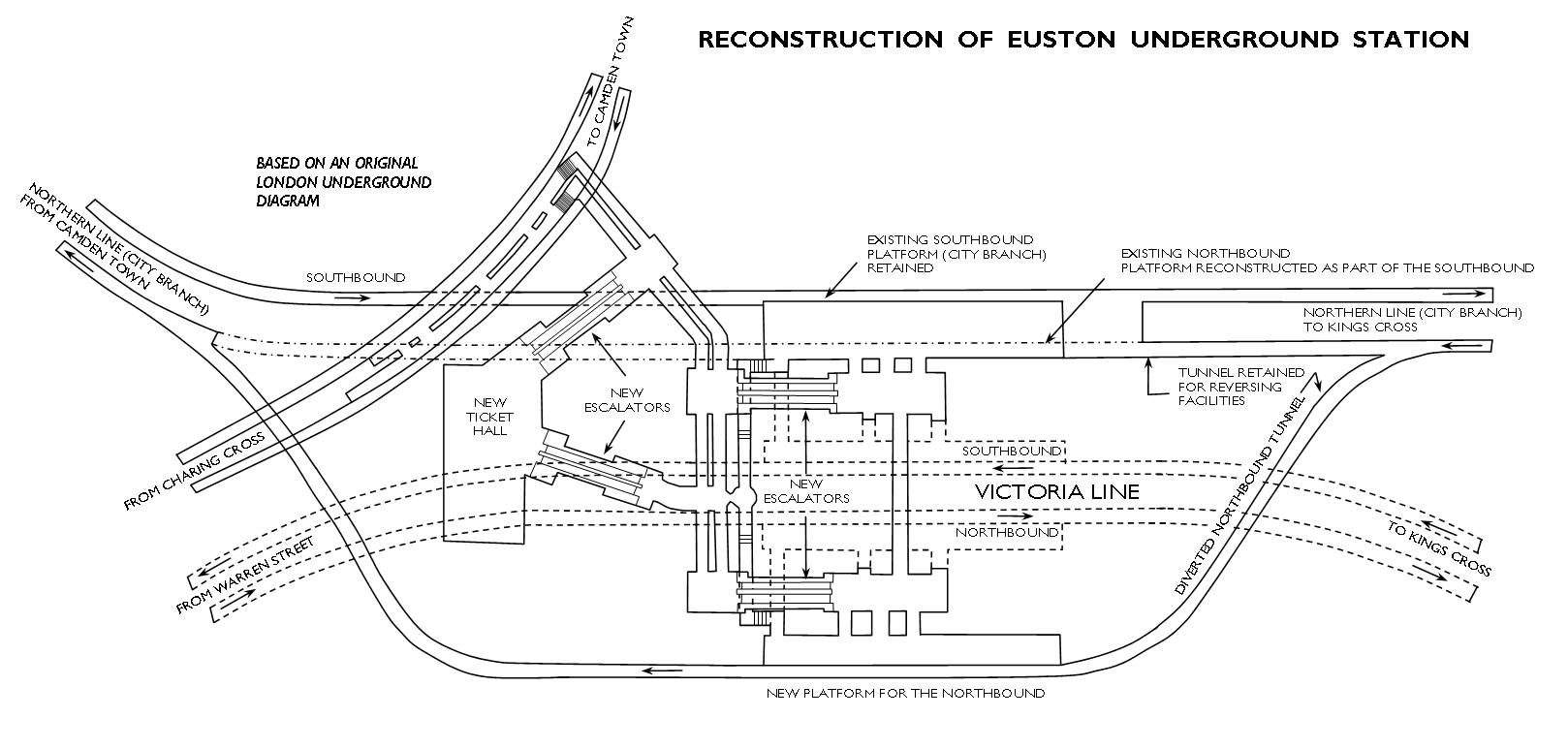
De inpassing van de Victoria Line
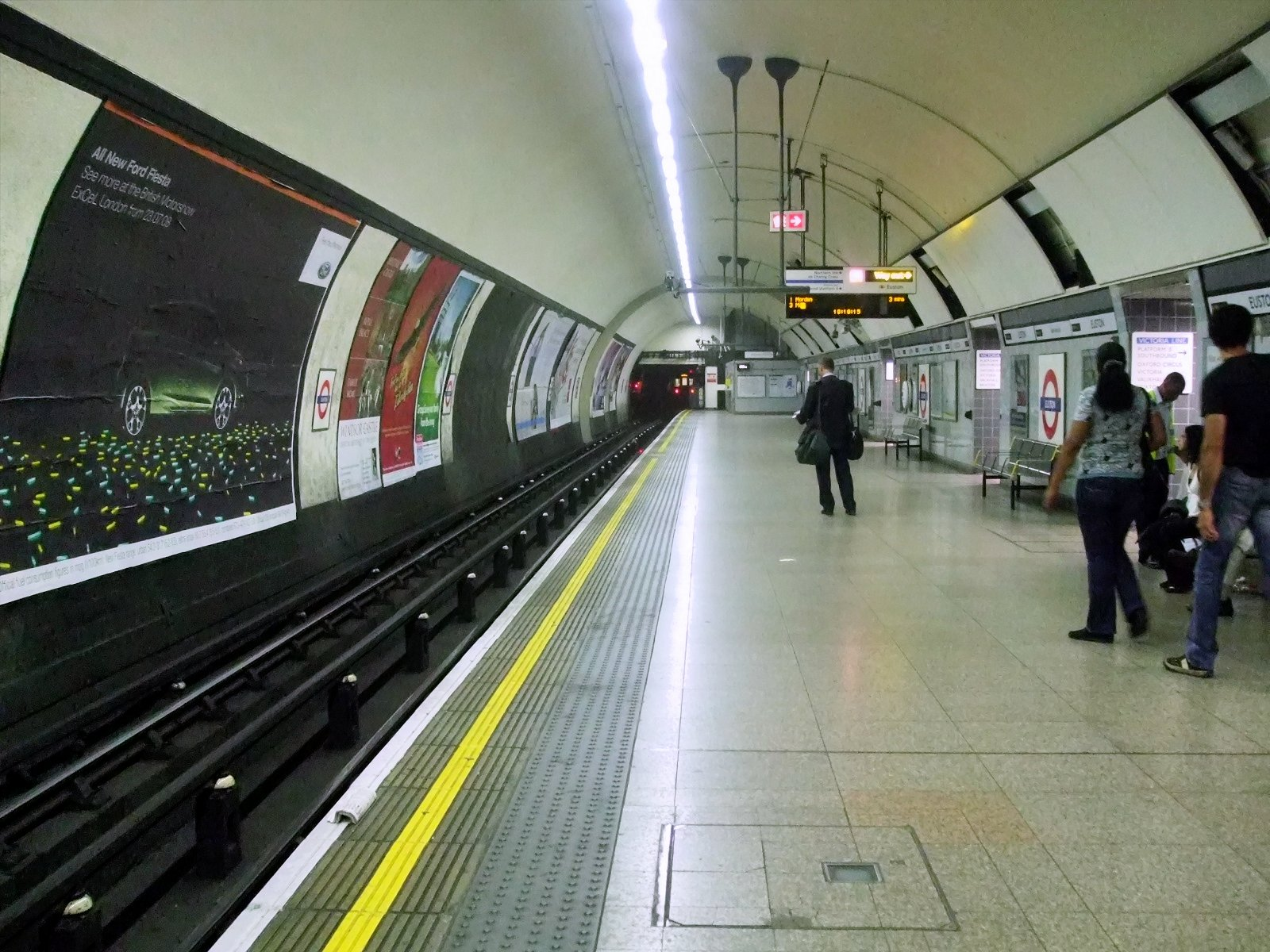
Het verbrede perron aan de Northern Line

## Victoria lijn

### Voorstellen
Het eerste voorstel voor een lijn tussen noordoost Londen en het centrum werd al in 1943 opgenomen in het County of London Plan. In 1946 werd de vervoersbehoefte in Londen onderzocht en in het verslag was tunnel 8 opgenomen die ruwweg het traject van de Victoria Line volgt. In 1954 volgde een nadere uitwerking. Alle drie gingen uit van een onderlinge verbinding van de kopstations King's Cross, Euston en Victoria. In 1955 werd een tracébesluit genomen met de mogelijkheid de lijn later te verlengen. De bekostiging van de lijn werd in 1962 goedgekeurd zodat de bouw kon beginnen.

### Aanleg
Om de Victoria Line in te passen bij Euston werd het stationsdeel van de vroegere C&SLR grondig verbouwd. Er werd gekozen voor richtingsperrons, dat wil zeggen dat de metro's in dezelfde richting aan weerszijden van hetzelfde eilandperron stoppen. Voor de Victoria Line betekende dit dat bij Euston rechts gereden moet worden zodat de sporen van de Northern Line en die van de Victoria Line in dezelfde richting naast elkaar liggen. De gelegenheid werd aangegrepen om het eilandperron van de Northern Line, vergelijkbaar met Clapham North, op te heffen en daarmee de gevaarlijke overbelasting tijdens de spits. De nieuwe indeling kent perrontunnels met elk een perron die paarsgewijs dwarsvebindingen hebben zodat er niet letterlijk sprake is van een eilandperron maar wel de overstap in dezelfde richting mogelijk maakt. De spoorbak voor de noordelijke richting van de Bank-tak van de Northern Line werd bij het perron voor de zuidelijke richting getrokken waardoor een breed perron ontstond. Ten oosten van de perrons bleef deze spoorbak nog wel in gebruik voor een keerspoor met overloopwissel zodat metro's uit het oosten, net als voor 1922, bij Euston kunnen keren. Het spoor zelf werd verlegd naar een nieuwe tunnel ten zuiden van de buizen van de Victoria Line.

## Ligging en inrichting
Bovengronds werd tussen 1962 en 1968 een nieuw kopstation gebouwd in de stijl van een vliegveld. Koningin Elizabeth opende dit op 14 oktober 1968, ruim een maand voordat de Victoria Line Euston bereikte. De toegang tot de metro werd in het nieuwe station geïntegreerd met een verdeelhal voor de metro onder de stationshal, die onderling met twee roltrapgroepen werden verbonden. Achter de toegangspoortjes zijn twee roltrapgroepen, een leidt naar de West End tak de andere naar de City tak en de Victoria Line. Beide groepen komen uit bij de overstaptunnels op niveau -2, die aan de noorkant met vaste trappen met de perrons van de West End tak op niveau -3 zijn verbonden. Reizigers voor de andere richtingen kiezen vanuit de overstaptunnels voor de roltrapgroep voor metro's naar het noorden respectievelijk metro's naar het zuiden. Deze roltrapgroepen komen allebei uit in een middenhal tussen de betreffende perrons op niveau -4. Om de perrons voor dezelfde windrichting naast elkaar te krijgen rijdt de Victoria Line ter hoogte van Euston rechts in plaats van links. De perrons van de Victoria Line werden op 1 december 1968 opengesteld voor reizigersverkeer toen het tweede deel van de lijn tussen Highbury & Islington en Warren Street werd geopend. In de toen gesloten voetgangerstunnels zijn nog tegels en affiches uit de jaren zestig te vinden.

## HS2 en Crossrail
In verband met de aanleg van de HS2, de hogesnelheidslijn tussen Londen en Birmingham, die tussen 2029 en 2033 moet worden opgeleverd komen aan de westkant van het kopstation nieuwe sporen en gebouwen. Daardoor komt het kopstation dichter bij Euston Square te liggen en het is dan ook de bedoeling om een rechtstreekse verbinding tussen Euston Square en het kopstation te bouwen. Het stationsgebouw van CCE&HR aan Melton Street zal worden gesloopt om plaats te maken voor de sporen en de stationshal van de hogesnelheidslijn. De voorgestelde noord-zuidlijn van Crossrail, Crossrail 2, moet perrons krijgen tussen King's Cross en Euston die vanaf beide kanten toegankelijk zijn. Deze perrons moeten onder Polygon Road komen, dus aan de noordkant van de kopstations. Daarnaast ligt er een voorstel voor een nieuwe metrolijn tussen Euston en Canary Wharf, dat door de regering in overweging genomen is.

## Reizigersdiensten
- Het station ligt in Travelcard Zone 1 en naast trein en metro kunnen de reizigers vanaf het busstation op het stationsplein de bus nemen in diverse richtingen.
- De Northern Line rijdt om de 2 a 6 minuten tussen 5:49 en 0:45 uur naar het noorden en tussen 5:49 en 0:28 uur naar het zuiden.
- De Victoria Line rijdt om de 1 a 6 minuten tussen 5:41 en 0:42 uur in noordelijke richting en van 5:31 tot 0:26 uur in zuidelijke richting.

Walthamstow Central ·
Blackhorse Road ·
Tottenham Hale ·
Seven Sisters ·
Finsbury Park ·
Highbury & Islington ·
King's Cross St. Pancras ·
Euston ·
Warren Street ·
Oxford Circus ·
Green Park ·
Victoria ·
Pimlico ·
Vauxhall ·
Stockwell ·
Brixton